# Frégimont
Frégimont est une commune du Sud-Ouest de la France, située dans le département de Lot-et-Garonne (région Nouvelle-Aquitaine).

## Géographie

### Localisation
Commune située dans le Pays de Serres limitée au sud par la Masse de Prayssas. L'accès se fait par la route départementale 118 ou la communale 4. Le village situé à 164 mètres d'altitude. Frégimont est situé à 725 kilomètres de Paris et à 22 kilomètres d'Agen.

### Communes limitrophes
Les communes limitrophes sont  Bazens, Clermont-Dessous, Lusignan-Petit, Prayssas et Saint-Salvy.
|        | Saint-Salvy      |                |
| Bazens | Frégimont        | Prayssas       |
|        | Clermont-Dessous | Lusignan-Petit |

### Climat
Pour des articles plus généraux, voir Climat de la Nouvelle-Aquitaine et Climat de Lot-et-Garonne.
Historiquement, la commune est exposée à un climat océanique aquitain.  
En 2020, Météo-France publie une typologie des climats de la France métropolitaine dans laquelle la commune est exposée à un climat océanique altéré et est dans la région climatique Aquitaine, Gascogne, caractérisée par une pluviométrie abondante au printemps, modérée en automne, un faible ensoleillement au printemps, un été chaud (19,5 °C), des vents faibles, des brouillards fréquents en automne et en hiver et des orages fréquents en été (15 à 20 jours).
Pour la période 1971-2000, la température annuelle moyenne est de 13,9 °C, avec une amplitude thermique annuelle de 15,8 °C. Le cumul annuel moyen de précipitations est de 769 mm, avec 10,2 jours de précipitations en janvier et 6,7 jours en juillet. Pour la période 1991-2020, la température moyenne annuelle observée sur la station météorologique la plus proche, située sur la commune de Prayssas à 4,17 km à vol d'oiseau, est de 13,9 °C et le cumul annuel moyen de précipitations est de 815,5 mm,. Pour l'avenir, les paramètres climatiques de la commune estimés pour 2050 selon différents scénarios d'émission de gaz à effet de serre sont consultables sur un site dédié publié par Météo-France en novembre 2022.

## Urbanisme

### Typologie
Au 1er janvier 2024, Frégimont est catégorisée commune rurale à habitat très dispersé, selon la nouvelle grille communale de densité à sept niveaux définie par l'Insee en 2022.
Elle est située hors unité urbaine. Par ailleurs la commune fait partie de l'aire d'attraction d'Agen, dont elle est une commune de la couronne,. Cette aire, qui regroupe 81 communes, est catégorisée dans les aires de 50 000 à moins de 200 000 habitants,.

### Occupation des sols

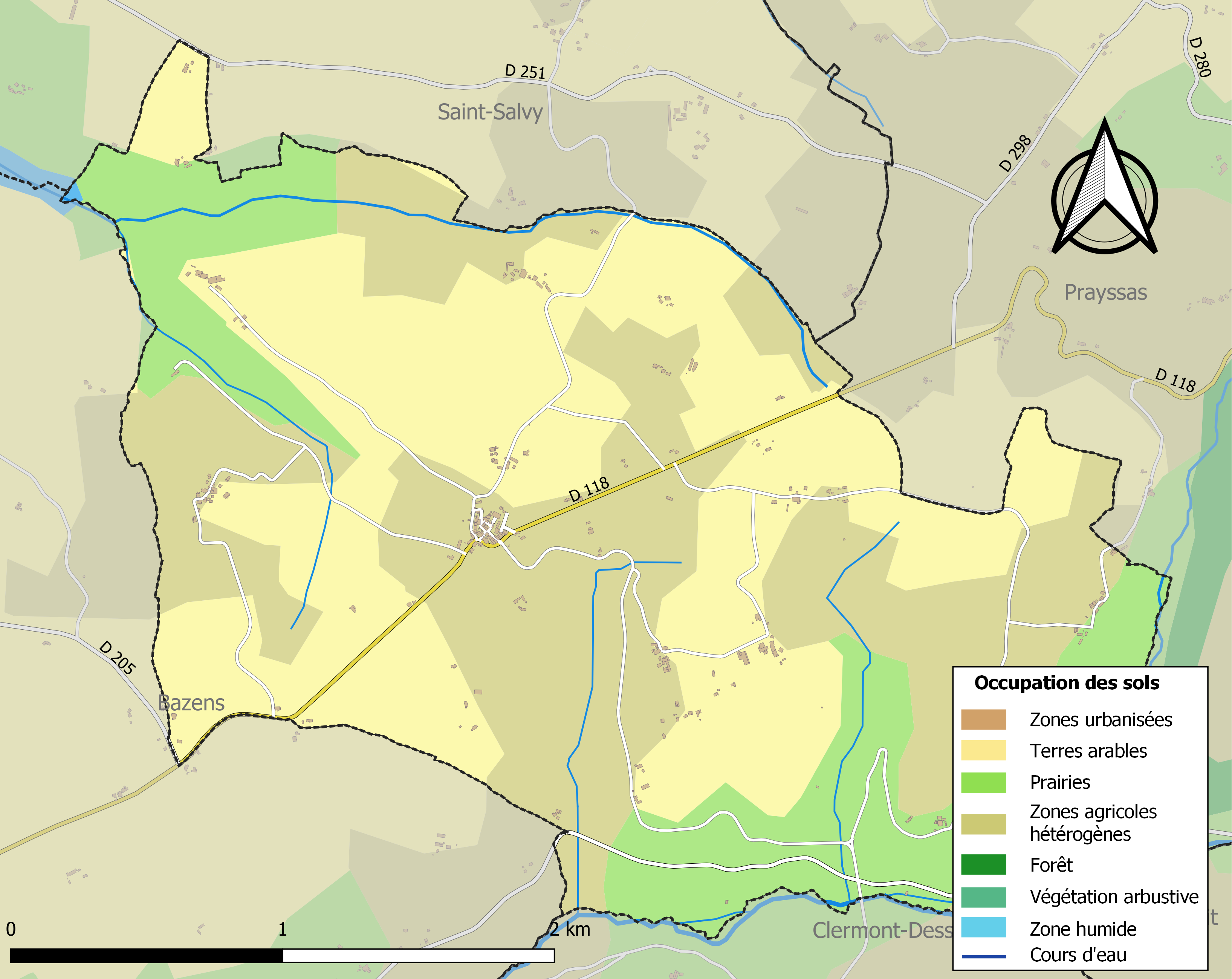
Carte des infrastructures et de l'occupation des sols de la commune en 2018 (CLC).

L'occupation des sols de la commune, telle qu'elle ressort de la base de données européenne d’occupation biophysique des sols Corine Land Cover (CLC), est marquée par l'importance des territoires agricoles (100 % en 2018), une proportion identique à celle de 1990 (100 %). La répartition détaillée en 2018 est la suivante : 
terres arables (40,9 %), zones agricoles hétérogènes (38,8 %), prairies (20,2 %). L'évolution de l’occupation des sols de la commune et de ses infrastructures peut être observée sur les différentes représentations cartographiques du territoire : la carte de Cassini (XVIIIe siècle), la carte d'état-major (1820-1866) et les cartes ou photos aériennes de l'IGN pour la période actuelle (1950 à aujourd'hui).

### Risques majeurs
Le territoire de la commune de Frégimont est vulnérable à différents aléas naturels : météorologiques (tempête, orage, neige, grand froid, canicule ou sécheresse), mouvements de terrains et séisme (sismicité très faible). Un site publié par le BRGM permet d'évaluer simplement et rapidement les risques d'un bien localisé soit par son adresse soit par le numéro de sa parcelle.
Les mouvements de terrains susceptibles de se produire sur la commune sont des affaissements et effondrements liés aux cavités souterraines (hors mines) et des tassements différentiels. Afin de mieux appréhender le risque d’affaissement de terrain, un inventaire national permet de localiser les éventuelles cavités souterraines sur la commune.

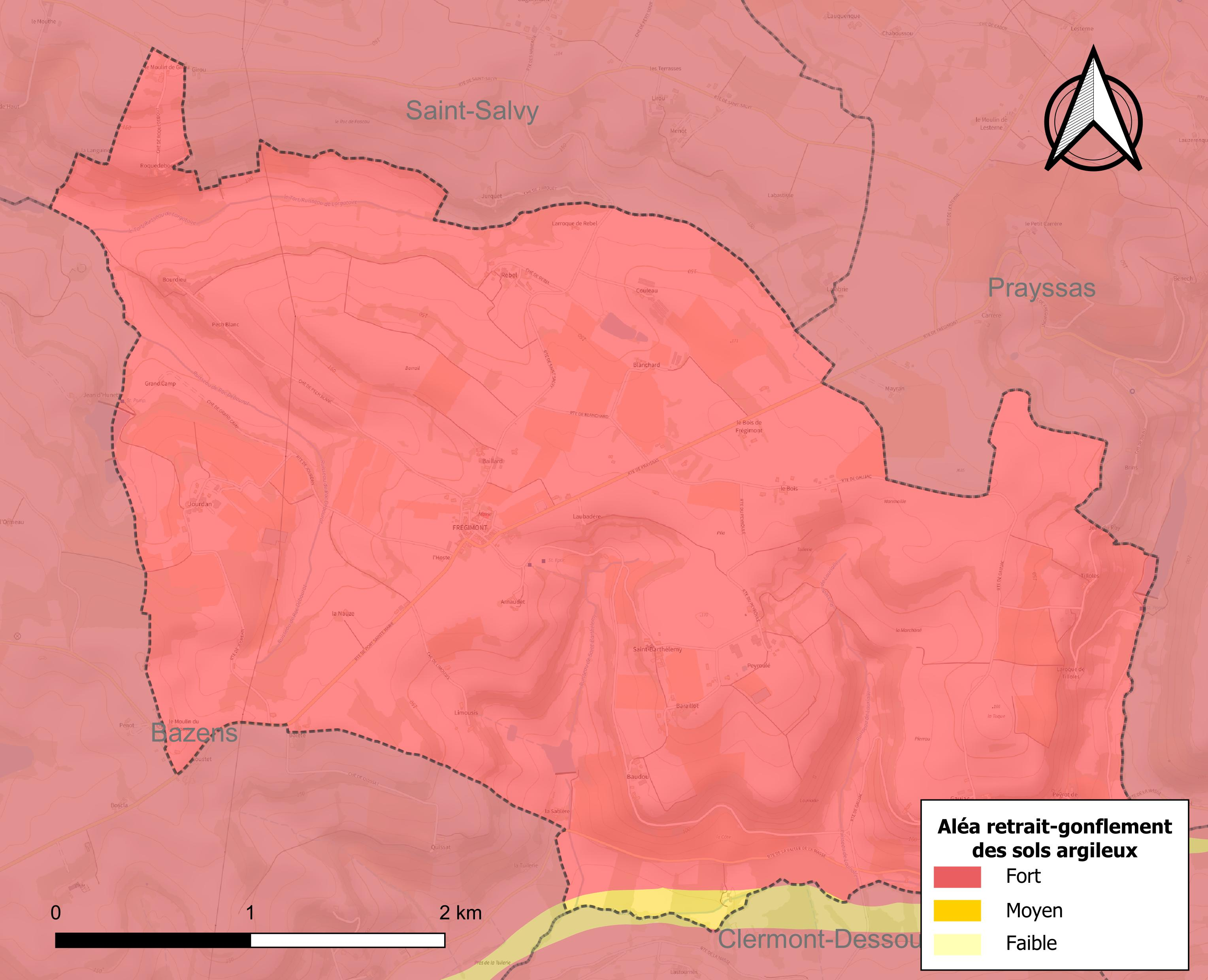
Carte des zones d'aléa retrait-gonflement des sols argileux de Frégimont.

Le retrait-gonflement des sols argileux est susceptible d'engendrer des dommages importants aux bâtiments en cas d’alternance de périodes de sécheresse et de pluie. La totalité de la commune est en aléa moyen ou fort (91,8 % au niveau départemental et 48,5 % au niveau national). Depuis le 1er octobre 2020, en application de la loi ELAN, différentes contraintes s'imposent aux vendeurs, maîtres d'ouvrages ou constructeurs de biens situés dans une zone classée en aléa moyen ou fort,.
La commune a été reconnue en état de catastrophe naturelle au titre des dommages causés par les inondations et coulées de boue survenues en 1982, 1990, 1993, 1999, 2003 et 2009, par la sécheresse en 2005 et par des mouvements de terrain en 1999.

## Histoire
Des fouilles archéologiques menées sur la commune à l'occasion de travaux de voirie indiquent une occupation ancienne du site.
Un castrum (place forte médiévale) est mentionné dans le Saisimentum de 1271.
Le château de Frégimont est détenu par la famille Montpezat depuis la prise de la place par Amanieu de Montpezat en 1418, et jusqu'à la fin du XVIIe siècle.
En 1561, le seigneur de Savignac y est tué par les protestants, et le château pillé.
En 1769, la famille Lusignan, alors propriétaire du château, le vend à Jean-Pierre Villate de la Grave, avocat et notable Bordelais époux d'une demoiselle de Secondat, petite-fille de Montesquieu. Le château est décrit en ruine, comportant encore une tour servant de prison, une grange, des écuries, chai, four, puits et basse-cour, entourés de murs et fossés. Il y fait construire, vers 1775, le logis actuel après destruction du vieux château, avec un parti pris classique, probablement par un architecte ou un ingénieur agenais.
En 1846, Jean-François Louis Secondat de Montesquieu vend l'édifice à la commune, qui le transforme en mairie-école. Une restauration du bâtiment est conduite par l'architecte Léopold Payen en 1898, travaux réalisés par Jean Dangas, maçon à Bazens : changement d'affectation des salles, réfection de l'escalier, des plafonds et de la toiture.
Aujourd'hui, le château abrite la mairie, la salle des fêtes, l'école et la cantine scolaire. Les dépendances du château (communs) sont détenus par des propriétaires privés, à usage d'habitation.
Le château est bâti sur un plan rectangulaire axé longitudinalement est-ouest. Ses élévations antérieure et postérieure présentent un avant-corps central d'une travée, surmontée d'un fronton, cantonné de deux ailes à quatre travées d'ouvertures. Le premier niveau d'habitation est à double profondeur. Certains intérieurs ont conservé leurs boiseries comme l'ancienne salle à manger devenu secrétariat.
Le bâtiment est inscrit aux Monuments Historiques.

### Héraldique
| Blason de Frégimont | Blason  | D'azur au mont de trois coupeaux de sinople accompagnés en chef de deux aquilons affrontés d'argent ; au chef de gueules chargé d'une balance d'or. |
| Blason de Frégimont | Détails | Créé en 2015 par Jean-François Binon. Le statut officiel du blason reste à déterminer.                                                              |

## Politique et administration
| Période                                  | Période   | Identité          | Étiquette | Qualité     |
| ---------------------------------------- | --------- | ----------------- | --------- | ----------- |
| mars 1989                                | mars 2001 | Armand Peruzzetto |           | Agriculteur |
| mars 2001                                | En cours  | Alain Paladin     |           | Agriculteur |
| Les données manquantes sont à compléter. |           |                   |           |             |

## Démographie
L'évolution du nombre d'habitants est connue à travers les recensements de la population effectués dans la commune depuis 1793. Pour les communes de moins de 10 000 habitants, une enquête de recensement portant sur toute la population est réalisée tous les cinq ans, les populations de référence des années intermédiaires étant quant à elles estimées par interpolation ou extrapolation. Pour la commune, le premier recensement exhaustif entrant dans le cadre du nouveau dispositif a été réalisé en 2006.

En 2022, la commune comptait 272 habitants, en évolution de +4,62 % par rapport à 2016 (Lot-et-Garonne : −0,18 %, France hors Mayotte : +2,11 %).
| 1793 | 1800 | 1806 | 1821 | 1831 | 1836 | 1841 | 1846 | 1851 |
| ---- | ---- | ---- | ---- | ---- | ---- | ---- | ---- | ---- |
| 840  | 397  | 436  | 420  | 422  | 418  | 463  | 543  | 519  |

| 1856 | 1861 | 1866 | 1872 | 1876 | 1881 | 1886 | 1891 | 1896 |
| ---- | ---- | ---- | ---- | ---- | ---- | ---- | ---- | ---- |
| 506  | 507  | 506  | 461  | 439  | 377  | 349  | 323  | 284  |

| 1901 | 1906 | 1911 | 1921 | 1926 | 1931 | 1936 | 1946 | 1954 |
| ---- | ---- | ---- | ---- | ---- | ---- | ---- | ---- | ---- |
| 316  | 325  | 323  | 289  | 290  | 283  | 308  | 282  | 296  |

| 1962 | 1968 | 1975 | 1982 | 1990 | 1999 | 2006 | 2011 | 2016 |
| ---- | ---- | ---- | ---- | ---- | ---- | ---- | ---- | ---- |
| 291  | 231  | 223  | 202  | 197  | 189  | 233  | 278  | 260  |

| 2021 | 2022 | - | - | - | - | - | - | - |
| ---- | ---- | - | - | - | - | - | - | - |
| 266  | 272  | - | - | - | - | - | - | - |

## Lieux et monuments
Plusieurs édifices sont inscrits au titre des monuments historiques sur le territoire de la commune, l'église Sainte-Raffine de Gaujac du XIIe siècle et l'église Sainte-Quitterie du XVe siècle, mais aussi son château restauré (mairie) fin XVIIe siècle :
- Château de Frégimont,
- Église Sainte-Quitterie, L'édifice a été inscrit au titre des monuments historiques en 1952[28].
- Église Sainte-Raffine de Gaujac. L'édifice a été inscrit au titre des monuments historiques en 1947[29].
- Église Saint-Barthélemy de Besombat de Frégimont. Elle est inscrite à l'Inventaire général du patrimoine culturel[30].